# 2447 Kronstadt
2447 Kronstadt eller 1973 QY1 är en asteroid i huvudbältet som upptäcktes den 31 augusti 1973 av den ryska astronomen Tamara Smirnova vid Krims astrofysiska observatorium på Krim. Den har fått sitt namn efter den ryska staden Kronstadt.
Asteroiden har en diameter på ungefär 7 kilometer.